# Gouvernement Barreda II
 Castille-La Manche
Barreda I Cospedal
Le gouvernement Barreda II est le gouvernement de Castille-La Manche entre le 2 juillet 2007 et le 27 juin 2011, durant la VIIe législature des Cortes de Castille-La Manche. Il est présidé par José María Barreda.

## Composition

### Initiale
| Fonction                                                                                  | Titulaire | Titulaire                                  | Parti     |
| ----------------------------------------------------------------------------------------- | --------- | ------------------------------------------ | --------- |
| Président                                                                                 |           | José María Barreda Fontes                  | PSCM-PSOE |
| Premier vice-président Porte-parole du gouvernement Secrétaire du Conseil de gouvernement |           | Fernando Lamata Cotanda                    | PSCM-PSOE |
| Seconde vice-présidente Conseillère à l'Économie et aux Finances                          |           | María Luisa Araújo Chamorro                | PSCM-PSOE |
| Conseiller à l'Éducation et à la Science                                                  |           | José Valverde Serrano                      | PSCM-PSOE |
| Conseiller à la Santé                                                                     |           | Roberto Sabrido Bermúdez                   | PSCM-PSOE |
| Conseiller au Bien-être social                                                            |           | Tomás Mañas González                       | PSCM-PSOE |
| Conseiller à l'Aménagement du territoire et au Logement                                   |           | Julián Sánchez Pingarrón                   | PSCM-PSOE |
| Conseillère à l'Agriculture                                                               |           | Mercedes Gómez Rodríguez                   | PSCM-PSOE |
| Conseiller à l'Industrie et à la Société de l'information                                 |           | José Manuel Díaz-Salazar Martín de Almagro | PSCM-PSOE |
| Conseiller à l'Environnement et au Développement rural                                    |           | José Luis Martínez Guijarro                | PSCM-PSOE |
| Conseillère au Tourisme et à l'Artisanat                                                  |           | Magdalena Valerio Cordero                  | PSCM-PSOE |
| Conseillère à la Culture                                                                  |           | María Soledad Herrero Sainz-Rozas          | PSCM-PSOE |
| Conseillère au Travail et à l'Emploi                                                      |           | María Luz Rodríguez Fernández              | PSCM-PSOE |
| Conseillère aux Administrations publiques                                                 |           | Sonia Lozano Sabroso                       | PSCM-PSOE |
| Conseillère à la Justice et à la Protection citoyenne                                     |           | Angelina Martínez Martínez                 | PSCM-PSOE |

### Remaniement du2 septembre 2008
- Les nouveaux conseillers sont indiqués en gras, ceux ayant changé d'attributions en italique.

| Fonction                                                         | Titulaire | Titulaire                         | Parti     |
| ---------------------------------------------------------------- | --------- | --------------------------------- | --------- |
| Président                                                        |           | José María Barreda Fontes         | PSCM-PSOE |
| Vice-présidente Conseillère à l'Économie et aux Finances         |           | María Luisa Araújo Chamorro       | PSCM-PSOE |
| Conseiller à la Présidence Secrétaire du Conseil de gouvernement |           | José Valverde Serrano             | PSCM-PSOE |
| Conseiller à la Santé et au Bien-être social                     |           | Fernando Lamata Cotanda           | PSCM-PSOE |
| Conseillère à l'Éducation et à la Science                        |           | María Ángeles García Moreno       | PSCM-PSOE |
| Conseiller à l'Aménagement du territoire et au Logement          |           | Julián Sánchez Pingarrón          | PSCM-PSOE |
| Conseiller à l'Agriculture et au Développement rural             |           | José Luis Martínez Guijarro       | PSCM-PSOE |
| Conseillère à l'Industrie, à l'Énergie et à l'Environnement      |           | Paula Fernández Pareja            | PSCM-PSOE |
| Conseillère à la Culture, au Tourisme et à l'Artisanat           |           | María Soledad Herrero Sainz-Rozas | PSCM-PSOE |
| Conseillère au Travail et à l'Emploi                             |           | María Luz Rodríguez Fernández     | PSCM-PSOE |
| Conseillère aux Administrations publiques et à la Justice        |           | Magdalena Valerio Cordero         | PSCM-PSOE |

### Remaniement du25 mai 2010
- Les nouveaux conseillers sont indiqués en gras, ceux ayant changé d'attributions en italique.

| Fonction                                                                                          | Titulaire | Titulaire                                                                  | Parti     |
| ------------------------------------------------------------------------------------------------- | --------- | -------------------------------------------------------------------------- | --------- |
| Président                                                                                         |           | José María Barreda Fontes                                                  | PSCM-PSOE |
| Vice-présidente Conseillère à l'Économie et aux Finances                                          |           | María Luisa Araújo Chamorro                                                | PSCM-PSOE |
| Conseiller à la Présidence et aux Administrations publiques Secrétaire du Conseil de gouvernement |           | Santiago Moreno González                                                   | PSCM-PSOE |
| Conseiller à la Santé et au Bien-être social                                                      |           | Fernando Lamata Cotanda                                                    | PSCM-PSOE |
| Conseillère à l'Éducation, à la Science et à la Culture                                           |           | María Ángeles García Moreno                                                | PSCM-PSOE |
| Conseiller à l'Aménagement du territoire et au Logement                                           |           | Julián Sánchez Pingarrón                                                   | PSCM-PSOE |
| Conseiller à l'Agriculture et à l'Environnement                                                   |           | José Luis Martínez Guijarro                                                | PSCM-PSOE |
| Conseillère à l'Emploi, à l'Égalité et à la Jeunesse                                              |           | María Luz Rodríguez Fernández (jusqu'au 02/11/2010) Paula Fernández Pareja | PSCM-PSOE |